# Zabihollah Safa
Pour les articles homonymes, voir Safa.
 (novembre 2012).
Si vous disposez d'ouvrages ou d'articles de référence ou si vous connaissez des sites web de qualité traitant du thème abordé ici, merci de compléter l'article en donnant les références utiles à sa vérifiabilité et en les liant à la section « Notes et références ».
Zabihollah Safâ (en persan : ذبیحالله صفا), né le 7 mai 1911 à Shahmirzad (en), en Iran, mort le 29 avril 1999 à Lübeck, en Allemagne), est un professeur d'études iraniennes à l'université de Téhéran.
Il est un spécialiste sur l'histoire de la littérature persane, ses éditions de textes classiques ainsi que les aspects individuels des humanités et des sciences Histoire de l'Iran. Il a d'autre part été un  collaborateur régulier de l’Encyclopedia Iranica.

## Éducation
Après des études primaires et secondaires à Babol et à Téhéran, il suit des études à Daneshsara-ye Ali et à l'université de Téhéran, où il obtient un doctorat de littérature persane en 1943. Sa thèse, qui porte sur une étude complète des épopées iraniennes (Hamaseh – sarai dar Iran), est ensuite publiée en tant qu'ouvrage; elle illustre sa capacité à synthétiser un vaste ensemble de lectures au sein d'un manuel d'enseignement cohérent.

## Œuvres

### Littérature persane
- Hamase-sarâ’i dar Iran, Téhéran, 1945 (2000)
- Târikh-e tahawwol-e Nazm-o- Nassr-e Pârsi, 1952 (1331), 8. ed. 1974 (1353),
- Ayên’e sokhan. Dar ma’âni wa bayân, Tehran 1952 (1959), 18. ed. 1994
- Târikh’e adabiyyât dar Irân, Tehran 1953, 16. ed. 2001 8 vol.
- Gandje Sokhan, 1370 pages, 1968 (1348), ed. 1976 (1355), Téhéran, 1995 3 vol.
- Gandjine-je Sokhan, 1969 (1348), 3. ed. 1974 (1353), ?. ed. 1983, Téhéran, 6 vol.
- Gandj va Gandjine, Tehran 2002

### Histoire de la Perse, et histoire de la pensée et de la science
- Gâh-shomari wa Djashn-hâ-je Melli –je Irâniân, 1933 -1976 (1312–1355))
- Dânesh-ha-ye Iunâni dar Shâhanshâhi-ye Sâssâni, 1952 (1331) Téhéran
- Mazdâ-Parast-i dar Irân-e Ghadim, 1957 (1336), 3. ed. 1978 (1357) (2537)
- Târikh’e olum’e aghli dar tammaddon’e eslami ta awwasate gharne panjom, Téhéran, 1952 (1977)
- Târikh-e Oulum wa Adabiyyât-e Irâni
- Moghâddem-e-ï bar Tassâwof, 1975 (1354), 4 ed. 1976 (1355), Téhéran
- Nazar-i beh Târikh-e Hekmat wa Oulum dar Irân, 1976 (1355), Téhéran
- Âmuseshgâh-ha wa Âmusesh-hâ dar Irân,1975 (1354), Téhéran
- Dur-namâ-ï as Farhang-e Irâni wa Assar-e Djahâni-ye Ân, 1971 (1350), Téhéran
- Khollasseh-ye Târikhe Siyâssi wa Edjtemâï dar Irân, 2. ed. 1978 (1357), Téhéran
- Siri dar Târikh-e Sabân –hâ wa Addab-e Irâni, 1976 (1355) Téhéran
- Niki-nâmeh, 1971 (1350), Tehran
- Âyin-e Shâh-han-shâhi-ye Irân, 1967 (1346), Tehran
- Târikh-e Shâhanshâhi-ye Irân wa Maghâm-e Manawi-e Ân, 1975 (1354), Téhéran
- Shâhanshah dar Târikh wa Addab-e Irâni

### Ouvrages publiés en français
- Le livre du Millénaire d’Avicenne, 1953 (1332)
- Anthologie de la poésie persane, Paris, Gallimard, 1964  [Trad. du persan par G. Lazard, Roger Lescot et H. Massé]
- Un aperçu sur l’évolution de la pensée à travers la poésie persane, 1969 (1348), Téhéran
- Al-Biruni, ses œuvres et ses pensées, 1973 (1352), Téhéran
- Djalal al-Din Mawlavi, grand penseur et poète persan 1974 (1353), Téhéran
- La prose rythmique persane (Asiathèque, 1976)
- Comparaison des origines et des sources des deux contes persans:“Leyli et Madjnoun“ de Nizami et „Varqah et Golchah“ de Ayouqi, Accademia Nazionale die Lincei, Rome, 1977